# Rosenapotheke (Heilbronn)

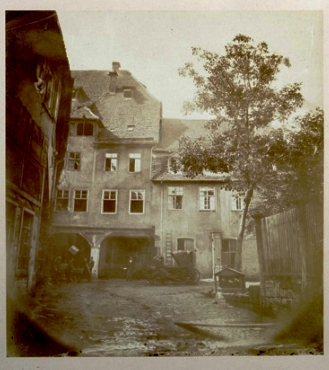
Mayer’sche Apotheke, Geburtshaus von Robert Mayer, vor dem Abbruch 1882

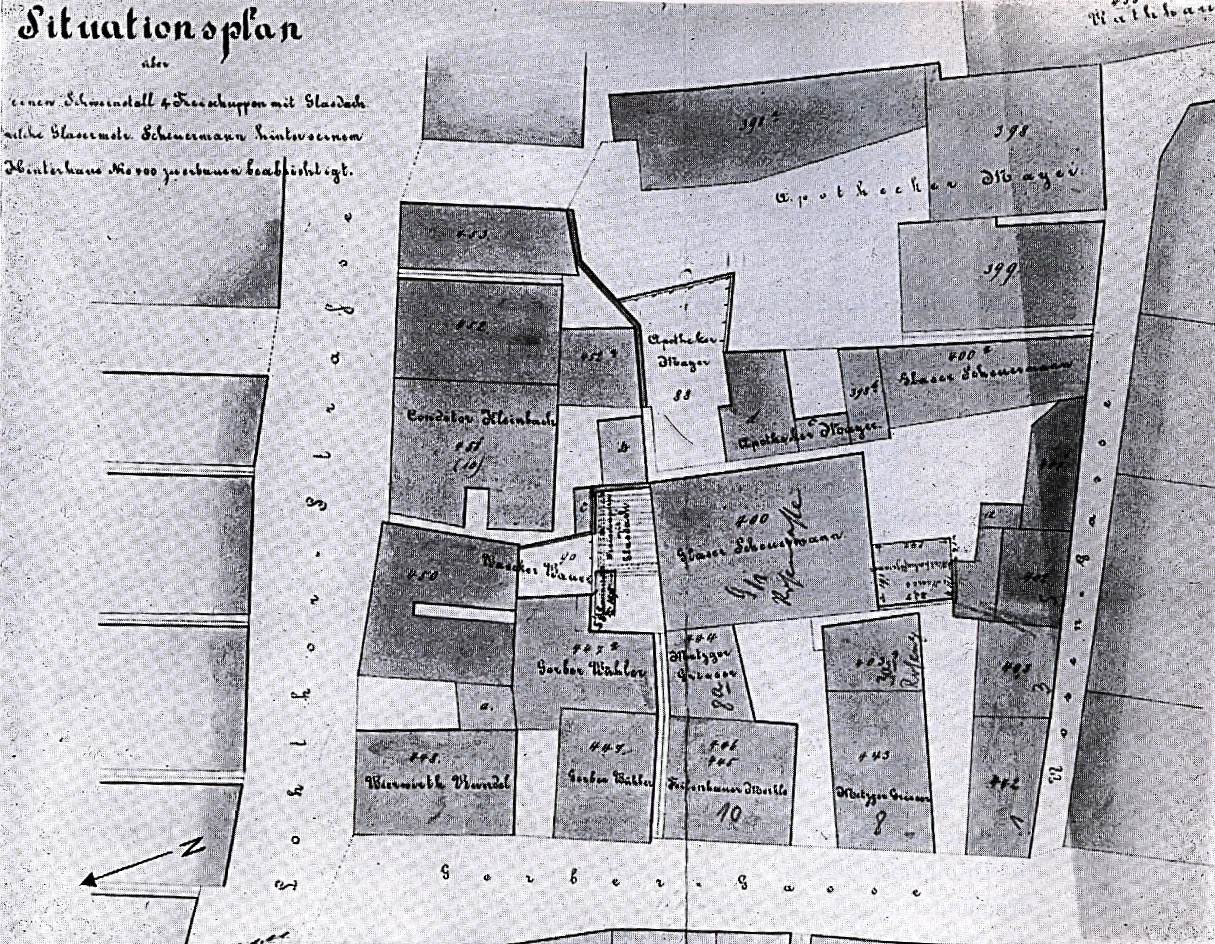
Lageplan von 1869

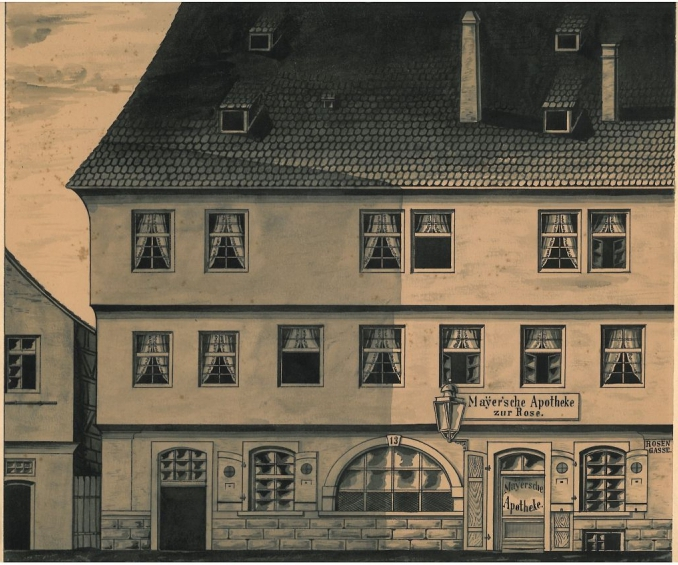
Mayer’sche Apotheke zur Rose, nach einer Gouache von W. Jahn, 1880

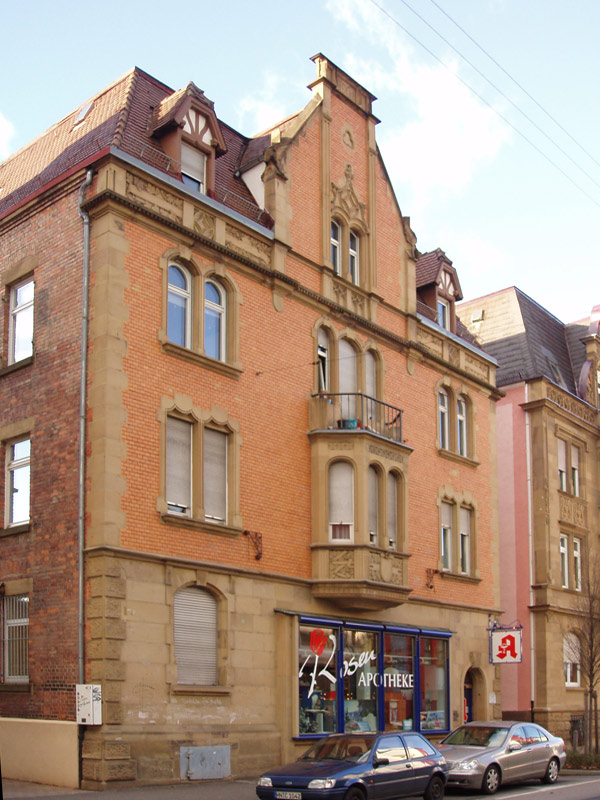
Rosenapotheke im denkmalgeschützten Gebäude Wilhelmstraße 54 heute

Die Rosenapotheke ist eine Apotheke in Heilbronn. Sie befand sich einst in dem ehemaligen, bereits im 17. Jahrhundert nachgewiesenen Patrizierhof der Familie Jeßlin beim Heilbronner Rathaus. Bedeutung erlangte die alte Rosenapotheke als Geburtshaus des Physikers Robert Mayer (1814–1878), dessen Vater dort seit 1810 als Apotheker tätig war. Die Apotheke wurde später von Robert Mayers Bruder Fritz fortgeführt. Das alte Gebäude wurde 1882 abgerissen, ein weiterhin als Rosenapotheke genutzter Nachfolgebau im Zweiten Weltkrieg zerstört. Die bis heute bestehende Rosenapotheke bezog nach dem Zweiten Weltkrieg ihr heutiges Gebäude in der Wilhelmstraße 54.

## Geschichte
Das Anwesen an der heutigen Ecke Rosengasse/Rathausgasse befand sich 1649 im Besitz des Bürgermeisters Jeßlich, später im Besitz des Bürgermeisters Mockel. Im 18. Jahrhundert lebte die italienische Kaufmannsfamilie Bianchi in dem Gebäude. Im Jahr 1810 wurde darin die Rosenapotheke als vierte Apotheke in Heilbronn von Christian Jakob Mayer (1769–1830) eröffnet. 1814 wurde Mayers jüngster Sohn Robert in dem Gebäude geboren und wuchs darin auch auf. Sein ältester Bruder Fritz Mayer führte die elterliche Apotheke fort, der zweite Bruder Gustav Mayer wurde Apotheker in Meßkirch und später Revolutionär in Sinsheim. Nach Fritz Mayers Tod verkaufte 1874 die Witwe (eine geborene Herwig) das Anwesen an einen Dr. Steinau, der das alte Haus 1882 abbrechen ließ. Ein Teil des Grundstücks blieb darauf unbebaut und bildete den Durchbruch der Rathausgasse zur Lohtorstraße. Der auf der verbleibenden Westhälfte des Grundstücks errichtete Nachfolgebau der Rosenapotheke wurde beim Luftangriff 1944 zerstört. Das Grundstück ist heute unbebaut, es bildet die südöstliche Ecke des Parkplatzes hinter dem Käthchenhof beim Rathaus. Die Rosenapotheke unter Apotheker Koch bezog nach dem Zweiten Weltkrieg das Gebäude in der Wilhelmstraße 54.

## Geburtshaus von Robert Mayer
Der Heilbronner Historiker Friedrich Dürr beschrieb 1914 das Geburtshaus von Robert Mayer wie folgt:

„Das Haus, in welchem Robert Mayer vor 100 Jahren das Licht der Welt erblickte, die alte, im Jahre 1810 als vierte Apotheke gegründete Rosenapotheke, so benannt nach dem gegenüberstehenden Gasthof zur Rose, steht heute nicht mehr. Es war ein Haus älterer Bauart mit zwei Stockwerken über dem Erdgeschoß, mit seiner Langseite von der jetzigen Rosenapotheke über die Rathausgasse bis unmittelbar an die Westseite des Rathauses sich erstreckend. In der Mitte des Erdgeschosses führte ein rundbogiges großes Tor in den dahinterliegenden, von einer hohen Mauer umschlossenen, von Hühnern und Enten belebten Hof mit einigen Ökonomieanlagen. Hinter dem Hof erstreckte sich ein Garten bis an die Hinterseite des jetzigen Kleinbachschen Hauses (Lohtorstraße 10). Durch ein kleineres, nach Osten gehendes Tor gelangte man in ein nach der Lohtorstraße führendes Gäßchen. Da der Durchgang dem Besitzer mancherlei Unannehmlichkeiten brachte, ließ Apotheker Fritz Mayer, der ältere Bruder Roberts, das Tor später zumauern und machte aus dem Raum sein Arbeitszimmer neben der Offizin. Dieses Haus also mit seinen alten Treppen, Gängen und Winkeln nebst dem Hof und Garten war der Tummelplatz für den Knaben Robert Mayer, in dem er sich mit seinen Altersgenossen, Gustav Rümelin und anderen, froh und frei herumtreiben konnte. Im westlichen Teil des Hauses war das Laboratorium, in dem er den Grund zu seinem naturwissenschaftlichen Wissen legte.“